# لارس هوتن
لارس هوتن (بالهولندية: Lars Hutten)‏ (18 مارس 1990 بتلبرغ في هولندا - ) هو لاعب كرة قدم هولندي في مركز الوسط. لعب مع فيلم تو تيلبورغ ونادي إكسلسيور وهيلموند سبورت ونادي فيندام وفورتونا سيتارد.

## روابط خارجية
- لارس هوتن على موقع قاعدة بيانات كرة القدم.إي يو (الإنجليزية)
- لارس هوتن على موقع بيانات كرة القدم. دي إي (الألمانية)
- لارس هوتن على موقع Soccerway.com (الإنجليزية)
- لارس هوتن على موقع عالم كرة القدم.نت (الإنجليزية)